# Irreligiosità in Francia
L'irreligiosità e l'ateismo hanno una lunga tradizione storica in Francia tra la popolazione, con la crescita dell'ateismo militante e della deprecazione della religione teistica che risale fino all'epoca della rivoluzione francese. Nel 2001, secondo le stime, almeno il 22% della popolazione del paese s'identificava come atea. Solo il 25% dei cittadini francesi invece consideravano la religione come parte importante della loro vita quotidiana; mentre l'85% credeva che non fosse necessario credere in un qualche Dio per avere un senso della morale, la percentuale più alta al mondo.
La parola "ateismo" è stata derivata dal francese athéisme circa nel 1587. Il termine "ateo" (dal francese athée) nel senso di colui che nega o non crede nell'esistenza di Dio precede l'ateismo di marca inglese, essendo attestato per la prima volta nel 1571.

## Proiezioni

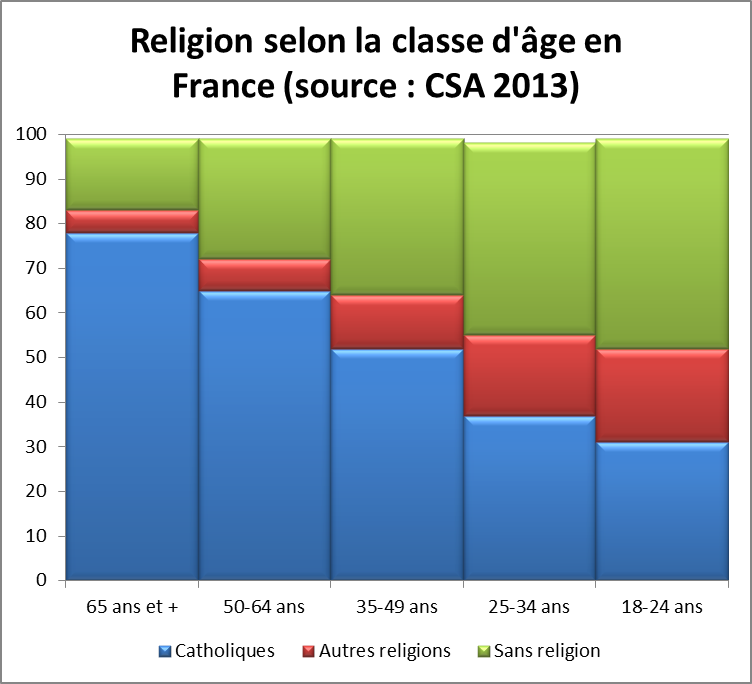
Religioni in Francia per gruppi di età: quelli senza religione sono il gruppo più numeroso tra le persone sotto i 35 anni.

Secondo uno studio pubblicato nel 2013 dall'istituto CSA, le persone senza alcuna religione potrebbero essere la maggioranza tra i cittadini dai 20 ai 30 anni.
Uno studio del Pew Research Center condotto nel 2015 conferma questa tendenza: le persone senza religione in Francia dovrebbero essere più numerose dei cristiani entro il 2050.
| Anno | Cristianesimo | Senza religione | Islam  | Altre religioni |
| ---- | ------------- | --------------- | ------ | --------------- |
| 2010 | 63,0 %        | 28,0 %          | 7,5 %  | 1,5 %           |
| 2020 | 58,1 %        | 31,9 %          | 8,3 %  | 1,7 %           |
| 2030 | 53,1 %        | 36,1 %          | 9,1 %  | 1,7 %           |
| 2040 | 47,9 %        | 40,5 %          | 9,9 %  | 1,7 %           |
| 2050 | 43,1 %        | 44,1 %          | 10,9 % | 1,9 %           |